# Communes de la wilaya d'Illizi
Pour les autres communes, voir Liste des communes d'Algérie.
La wilaya d'Illizi possède 4 communes

## Communes de la wilaya d'Illizi
Le tableau suivant donne la liste des communes de la wilaya d'Illizi, en précisant pour chaque commune : son code ONS, son nom, sa population et sa superficie.
| Code ONS | Commune          | Population nb. habitants | Superficie km2 |
| -------- | ---------------- | ------------------------ | -------------- |
| 3301     | Illizi           | +017 252,                | +75 945,       |
| 3302     | Debdeb           | +004 341,                | +31 537,       |
| 3303     | Bordj Omar Driss | +005 736,                | +82 280,       |
| 3304     | In Amenas        | +007 385,                | +14 913,       |

## Anciennes communes avant 2019
Avant l'organisation territoriale de 2019, les communes de la nouvelle wilaya de Djanet étaient rattachées à la wilaya :
- Djanet
- Bordj El Haouas